# Adelaide Sinclair
Adelaide Helen Grant Sinclair (16. januar 1900 - 20. november 1982) var en canadisk embedsmand, som blev udnævnt til formand for UNICEFs eksekutivkomite fra 1951 til 1952, og fra 1957 til 1967 var hun som leder af den canadiske delegation direktør for UNICEF, og således en af de højest placerede kvinder i de Forenede Nationer.
Hun blev født i Toronto, Ontario, og fungerede under 2. verdenskrig som leder af kvindesektionen WRCNS (Women's Royal Canadian Naval Service) i den canadiske flåde. Hun fik i 1945 udmærkelsen Order of the British Empire. 